# Rie Cramer
Marie (Rie) Cramer  (Sukabumi (Java, Indonesië), 10 oktober 1887 – Laren (Noord-Holland), 16 september 1977) was een Nederlandse illustrator, boekbandontwerper en schrijver. Zij behoorde, samen met onder anderen Ben Wierink, Wilhelmina Drupsteen en Nelly Bodenheim, rond 1900 tot de eerste Nederlandse kunstenaars die vanuit artistieke principes werkten om esthetisch verantwoorde prentenboeken voor kinderen te maken. Nelly Bodenheim en Rie Cramer zouden uitgroeien tot de twee belangrijkste illustratoren van hun tijd. Cramers werk was omvangrijker en vlotter, maar Bodenheims werk werd gezien als oorspronkelijker en artistieker.

## Biografie
Rie Cramer groeide op in Nederlands-Indië als jongste in een gezin met vier meisjes. In Flitsen beschrijft ze de sfeer van het leven in Indië, het wonen in een groot huis met veel bediendes; een koele vrouw als moeder en een vader die er nooit was, omdat hij kapitein was. Toen Rie Cramer negen was ging haar moeder met de kinderen naar Nederland. Al heel vroeg ging zij naar de kunstacademie in Den Haag. Ze begon kinderverhalen te schrijven en tekeningen te maken. Als zeventienjarige liet zij een map met tekeningen en versjes zien aan de uitgever W. de Haan in Utrecht. Hij was geïmponeerd en gaf haar in 1906 een opdracht voor het boek Van meisjes en jongetjes. In dit genre heeft zij veel gepubliceerd.
Ze illustreerde ook sprookjes van de gebroeders Grimm, Charles Perrault (Sprookjes van Moeder de Gans), Hans Christian Andersen en Russische sprookjes. Daarnaast heeft ze boeken van Nienke van Hichtum en Anna Sutorius verlucht. Cramer verzorgde teksten en illustraties van in totaal 120 kinder- en sprookjesboeken en bepaalde als vaste illustrator mede het gezicht van het veelgelezen kinderblad Zonneschijn. Ook maakte ze tekeningen voor het kindermaandblad Ons Thuis van Henriëtte Dietz en Katharina Leopold. Zij was ook pottenbakster, ontwierp kostuums, exlibris, sierborden, menukaarten en decors. In de jaren twintig en dertig van de twintigste eeuw bevond haar carrière zich op het hoogtepunt.
Tijdens de Eerste Wereldoorlog werden twee Franse vliegeniers bij Cramer thuis gearresteerd. De Fransmannen waren ontsnapt uit krijgsgevangenschap. Cramer was door haar zus Erry overgehaald om de mannen onderdak te verlenen. De hulpverlening aan beide mannen bleef voor Cramer zonder gevolgen.
Versjes van haar hand werden op muziek gezet door Nelly van der Linden van Snelrewaard en verschenen in de kinderliedbundeltjes Liedjes bij prentjes (ca. 1913), Nieuwe wijsjes (ca. 1920), Liedjes bij het vuur (ca. 1923) en Liedjes aan het raam (1923). Later schreef Cramer romans, toneelstukken en hoorspelen onder de pseudoniemen Marc Holman en Annie Smit. Tijdens de Tweede Wereldoorlog schreef zij Verzen van Verzet.
Rie Cramer is driemaal getrouwd geweest, onder meer in 1922 met de acteur Eduard Verkade, maar ze vond zichzelf niet geschikt voor een gezinsleven en hechtte aan haar vrijheid. Ze trok veel naar het buitenland. Op Mallora kocht ze een huis. Ze maakte er tegels. Ook schreef ze drie boeken over Mallorca (Viva Mallorca, Mallorca - eiland van rust, en Mallorcanen). Ze heeft uiteindelijk vanaf 1954 tot begin jaren zeventig met vrienden op Mallorca gewoond. Toen dat niet meer ging, kwam ze terug naar Nederland.

## Werk in openbare collecties (selectie)
- Rijksmuseum Amsterdam[4]

## Werk
- 1906 - Van meisjes en van jongetjes
- 1907 - Van jongetjes en meisjes
- 1909 - Kindjesboek
- 1910 - Het diamanten prinsesje
- 1912 - Olof de vondeling
- 1913 - Prentjes bij versjes
- 1914 - Lenteliedjes
- 1919 - Een Hindoesche Liefdesgeschiedenis
- 1920 - Tristan en Isolde
- 1921 - Het poppen A.B.C.
- 1925 - Sneeuwwitje
- 1931 - Babette Josselin genaamd Babs
- 1936 - A is een aapje (abecedarium)
- 1937 - Otje de Bas
- 1938 - Het Engeltjesboek
- 1947 - Rut Wijgant
- 1949 - An en Jan
- 1958 - Kattebelletjes
- 1965 - Flitsen (autobiografische schetsen)
- 1974 - De vier jaargetijden

## Boeken over Rie Cramer
- Jacqueline Burgers, Rie Cramer - leven en werk (Erven Thomas Rap, 1974)